# 調布ケ丘
調布ケ丘（ちょうふがおか）は、東京都調布市の町名。現行行政地名は調布ケ丘一丁目から調布ケ丘四丁目。郵便番号は182-0021。

## 地理
調布市の中央部に位置する。
東側から時計回りに、調布市佐須町、調布市八雲台、調布市国領町、調布市布田、調布市小島町、調布市富士見町、調布市深大寺元町、に隣接する。
京王電鉄調布駅の北側に位置し、町域の南端は国道20号（甲州街道）に面する。布多天神社、電気通信大学などが立地する。

### 河川
- 野川

## 施設
- 布多天神社
- 電気通信大学 本部
- マクドナルド 20号調布店
- 神戸屋レストラン 調布ケ丘店
- 桐朋学園大学音楽学部 調布キャンパス

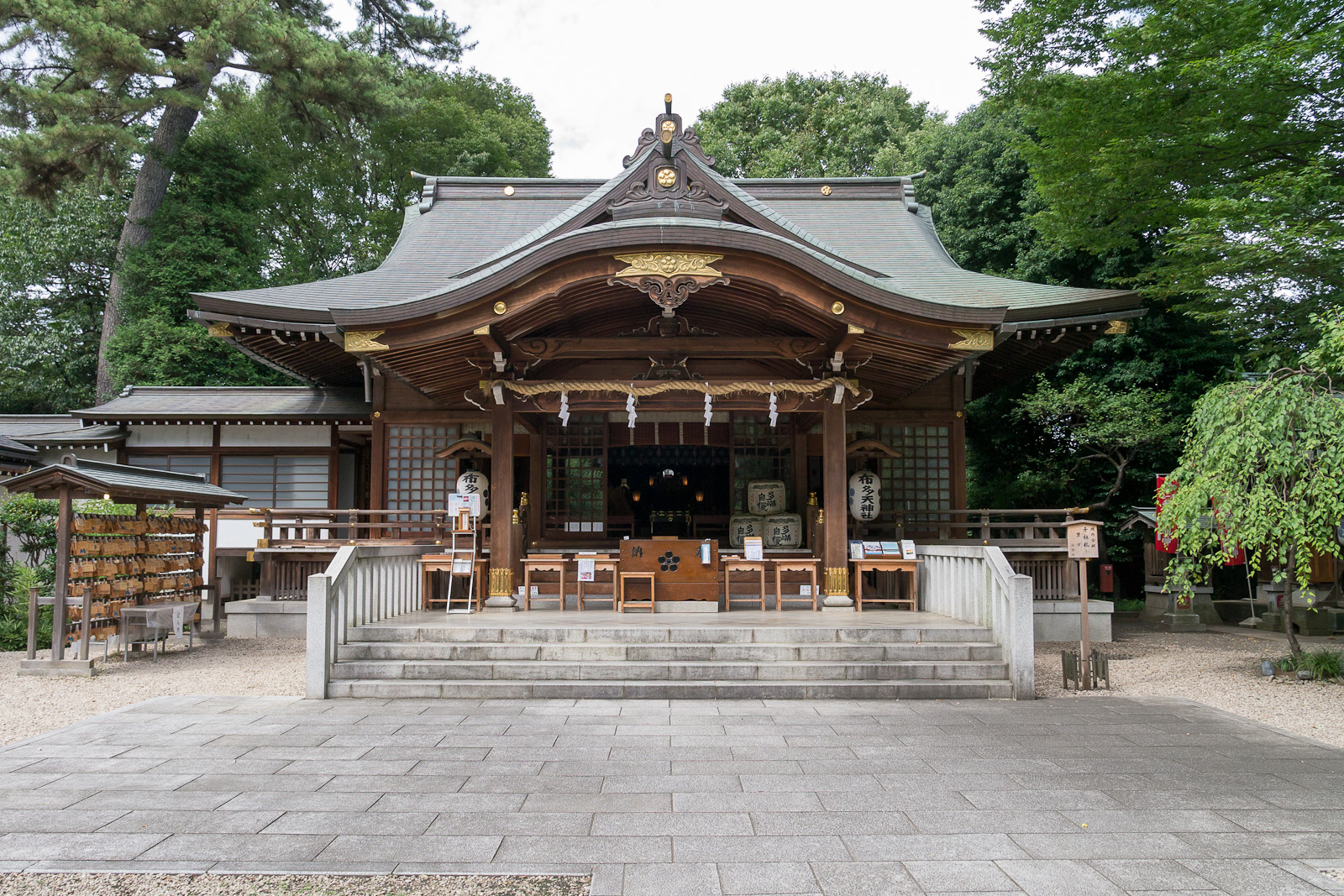
布多天神社

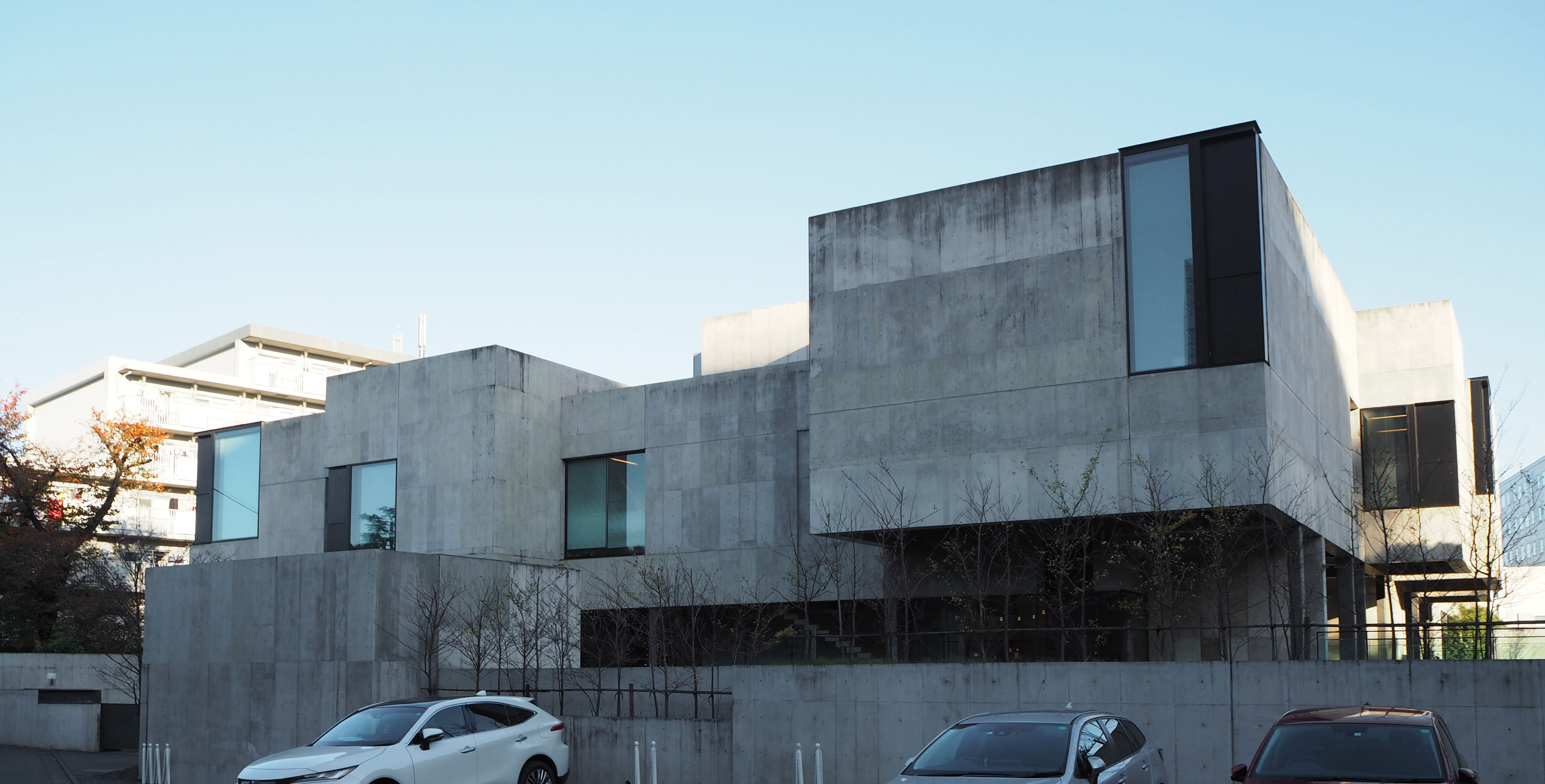
桐朋学園大学調布キャンパス

- 後楽園ショッピングセンター（東京ドームグループ）
  - マルエツ 調布店 - 1階[5]
    - ダイソー マルエツ調布店 - 1階[6]

  - 後楽園スポーツクラブ調布 - 2階[7]
- 調布市立布多公園
- 北多摩病院[8]

## 経済
- キユーソー流通システムグループ本社 - 調布ケ丘3丁目
- シダックス - 調布市発祥の企業。かつて調布ケ丘3丁目に本社を置き、現在も本店が所在する。給食調理事業。子会社のシダックス・コミュニティーが「レストランカラオケ SHIDAX」としてカラオケボックス事業も行っていたが、事業譲渡してカラオケ事業からは撤退した。
- 共和電業本社工場 - 調布ケ丘3丁目
- マイクロソフト - 調布ケ丘1丁目。地元不動産企業ニビックのビルを「調布技術センター (CTC) 」として使用し、研究開発やサポート部門が入っていた[9]。2015年4月に品川本社に統合された。2018年5月現在、調布技術センターの表記はマイクロソフト社のウェブサイト上に存在するが、実際には機能していない[10]。
- ハリウッド化粧品 - 美容家のメイ・ウシヤマの夫が創立した化粧品メーカー。1962年に調布工場が調布ケ丘3丁目に完成。2000年に工場は川崎市麻生区へ移転し、跡地はマンションとなったが、移転時には当地にある大寒桜（オオカンザクラ）の伐採に反対する運動がおこり、大寒桜は市の指定保存樹として保護されることとなった[11]。

## 交通

### 鉄道
町域の南側は調布駅から徒歩圏である。
| 隣接する街区の駅       |
| ---------------------- |
| 京王線 - 調布駅(KO 18) |

### 路線バス
- 小田急バス
  - 吉05系統、鷹51系統、調40系統
  - 吉14系統、鷹66系統、調35系統
- 京王バス
  - 吉14系統、鷹66系統、調34系統、調35系統
  - 調布市ミニバス北路線（調36・調37系統）

調布駅北口から路線バス、コミュニティバスが運行されている。

### 道路
- 国道20号（甲州街道）- 町域南端
- 東京都道121号武蔵野調布線（三鷹通り）- 町域東端
- 中央自動車道 - 町域北端が接する